# Påven bannlyser
Påven bannlyser är en lek, av kurragömmatyp. Den leks oftast av barn, och det är bra att leka leken på en plats med gömställen som många stenar eller buskar.
En av deltagarna utses till påve, och de övriga gömmer sig i närheten. De smyger sig sedan så nära "påven" som möjligt utan att bli upptäckta. Om "påven" får syn på någon så ropar påven "Påven bannlyser..." följt av deltagarens namn och plats, till exempel "Påven bannlyser Lisa under den lilla granen!"  Den deltagaren måste då förbli helt stilla. Den bannlysta deltagaren kan dock bli befriad och på nytt gömma sig, om någon av de andra deltagarna lyckas vinka till den bannlysta. Den deltagare som lyckas komma närmast påven utan att bli upptäckt, får bli påve vid nästa lekomgång. 